# 海軍士官
海軍士官（かいぐんしかん）は、通常、海軍軍人のうち、少尉以上の階級にある者をいう。

## 日本

### 大日本帝国海軍
日本海軍の場合、海軍に属する士官（すなわち、広義の海軍士官）は次の者である。
- 将校‐海軍兵学校を卒業した兵科将校及び海軍機関学校を卒業した機関科将校。
- 予備役将校 - 予備役に編入された将校。
- 予備将校 - 召集中であるか否かを問わず、高等商船学校航海科を卒業した予備兵科将校及び同機関科を卒業した予備機関将校。あるいは予備学生及び予備生徒から少尉に任官した兵科・機関科・飛行科将校（いわゆる、予備士官）。
- 特務士官 - 現役・予備役を問わず下士官から少尉に進級した将校及び将校相当官。
- 将校相当官 - 現役・予備役を問わず技術科、法務科、主計科、軍医科等において少尉以上の階級にある者。

しかしながら、日本海軍では法制上、「海軍士官」（すなわち、狭義の海軍士官）とは次の者をいう。
- 現役将校（兵科・機関科）
- 現役の将校相当官（技術科、法務科、主計科、軍医科等）

### 海上自衛隊
海上自衛隊では、三等海尉から海将までを正式には幹部と称し、慣例的には士官と呼称している。